# 聖地保管人
聖地保管人（拉丁語：Custodia Terræ Sanctæ）是天主教會負責保護和管理聖地耶路撒冷的修會主管。現在由方濟會會士擔任此職。

## 歷史
耶路撒冷是數個最初期教會之一。但是，由於東西教會大分裂和十字軍東征影響。導致耶路撒冷管理權多次易手。最後於1187年，由埃及穆斯林阿尤布王朝的蘇丹薩拉丁佔領耶路撒冷。从此，天主教會無法再在耶路撒冷實施管治。在1342年，時任教宗克勉六世正式承認方濟各會會士為聖地保管人。

## 介紹
聖地保管人的任務是保護聖地耶路撒冷和附近地區的“聖地的恩寵”（The grace of the Holy Places）和守護“因耶穌而成聖的地方”（sanctified by the presence of Jesus）。並且，代表天主教會接待來此地朝聖的朝聖者。
現任聖地保管人主管為方濟各·巴頓（Francesco Patton）。聖地保管人總部設在耶路撒冷老城西北角新門以東，城牆以內，聖方濟各街1號的聖救主修道院內。

## 保管人名單
- Roberto Razzòli (1906-1912)[2]
- Ferdinando Diotallevi (1917-1924)[2]
- Aurelio Marotta (1925-1931)[2]
- Nazareno Iacopozzi (1931年-1937年)[2]
- Alberto Gori  (1937年-1949年)[2]
- Carlo Ceccitelli (?-1992年)
- Giuseppe Nazzaro (1992年-1998年)
- Giovanni Battistelli (1998年-2004年)
- Pierbattista Pizzaballa (2004年–2016年)
- 方濟各·巴頓 (2016年–現任)

## 外部連結
- 聖地保管官方網站